# Charley (Vorname)
Charley ist ein männlicher, selten auch weiblicher Vorname, abgeleitet von Karl. Weitere Varianten sind Charly und Charlie.

## Namensträger
- Charley Booker (1925–1989), US-amerikanischer Bluessänger und -gitarrist
- Charley Boorman (* 1966), britischer Schauspieler und Abenteurer
- Charley Brock (geb. Charles Jacob Brock; 1916–1987), US-amerikanischer American-Football-Spieler
- Charley Burley (1917–1992), US-amerikanischer Boxer im Welter- und Mittelgewicht
- Charley Chase (geb. Charles Joseph Parrott Jr.; 1893–1940), US-amerikanischer Filmschauspieler und Regisseur
- Charley Chase (* 1987), US-amerikanische Pornodarstellerin
- Charley Crockett (bürgerl. Matthew Charles Crockett; * 1984), US-amerikanischer Blues-, Country- und Americana-Sänger, Gitarrist und Songwriter
- Charley Goldman (geb. Israel Goldman; 1887–1968), polnischer Boxer und Boxtrainer
- Charley Grapewin (geb. Charles Ellsworth Grapewin; 1869–1956), US-amerikanischer Schauspieler bei Theater und Film
- Charley Havlat (geb. Charles Havlat; 1910–1945), US-amerikanischer Staatsbürger tschechischer Abstammung
- Charley Henley (* 1973), VFX Supervisor
- Charley Eugene Johns (1905–1990), US-amerikanischer Politiker
- Charley Jordan (1890–1954), US-amerikanischer Blues-Sänger, Gitarrist und Songschreiber
- Charley Koontz (geb. Charles Woodward Koontz; * 1987), US-amerikanischer Schauspieler
- Charley Mitchell (geb. Charles Watson Mitchell; 1861–1918), britischer Boxer im Schwergewicht
- Charley Musser (geb. Charles Alfred Musser; 1923/24–1994), US-amerikanischer Schiedsrichter im American Football
- Charley Parkhurst (geb. Charlotte Darkey Parkhurst; 1812–1879), US-amerikanischer Postkutscher, Farmer und Rancher
- Charley Patton (1891–1934), US-amerikanischer Bluesmusiker
- Charley Pride (1934–2020), US-amerikanischer Country-Sänger
- Charley Rogers (geb. Charles Alfred Rogers; 1887–1956), britischer Schauspieler, Regisseur und Drehbuchautor
- Charley Ann Schmutzler (* 1993), deutsche Schauspielerin und Popsängerin
- Charley Taylor (geb. Charles Robert Taylor; 1941–2022), US-amerikanischer American-Football-Spieler
- Charley Toorop (1891–1955), niederländische Malerin und Lithografin
- Charley Trippi (geb. Charles Louis Trippi; 1921–2022), US-amerikanischer American-Football-Spieler und -Trainer
- Charley van de Weerd (geb. Anton van de Weerd; 1922–2008), niederländischer Fußballspieler
- Charley Zenner (* 2000), deutsche Handballspielerin